# Volleybalvereniging Peelpush 2017-2018
Questa voce raccoglie le informazioni riguardanti il Volleybalvereniging Peelpush nelle competizioni ufficiali della stagione 2017-2018.

## Organigramma societario
Area direttiva
- Presidente: Wil van Oosteren

Area tecnica
- Allenatore: Johan Leenders

## Rosa
| N° | Nome                | Ruolo | Data di nascita  | Nazionalità sportiva |
| -- | ------------------- | ----- | ---------------- | -------------------- |
| 1  | Noa Klerckx         | S     | 11 agosto 1999   | Paesi Bassi          |
| 3  | Claire Crijns       | C     | 22 dicembre 2000 | Paesi Bassi          |
| 4  | Lieke Oomen         | P     | 13 gennaio 1998  | Paesi Bassi          |
| 5  | Manouk Hermans      | C     | 21 agosto 1994   | Paesi Bassi          |
| 6  | Sanne de Vries      | O     | 1999             | Paesi Bassi          |
| 7  | Maddy Gommers       | C     | 1995             | Paesi Bassi          |
| 8  | Stephanie van Dijck | P     | 14 gennaio 1999  | Paesi Bassi          |
| 10 | Jitske Lagarde      | S     | 1991             | Paesi Bassi          |
| 11 | Anouk de Jong       | L     | 16 gennaio 1996  | Paesi Bassi          |
| 12 | Jody Selten         | S     | 14 marzo 1999    | Paesi Bassi          |